# Samantha Catantan
Samantha Kyle Catantan (Quezon City, 1º febbraio 2002) è una schermitrice filippina.

## Biografia
Nasce e cresce a Quezon City dove si appassiona a nove anni alla scherma.

## Carriera
Si trasferisce nel 2020 negli Stati Uniti per competere alla NCAA con l'Università statale della Pennsylvania.

### Nazionale
Catantan fa il suo debutto con la nazionale filippina all'età di 15 anni vincendo l'argento ai giochi del Sud-est asiatico 2017. Partecipa anche alle edizioni successive dei giochi riuscendo a vincere l'oro nel 2021. Si qualifica ai giochi olimpici di Parigi al torneo di qualificazione dell'area Asia-Oceania. Nella capitale francese perde ai sedicesimi di finale contro l'italiana Arianna Errigo in un incontro combattuto perso 12-15.